# اتصال اجتماعي
الاتصال الاجتماعي (الإنجليزية: Connectivity) في ميدان الإعلام وخاصة شبكات التواصل الاجتماعي عبارة مأخوذة من معنى الاتصال بالإنترنت تطلق على معاني منها الاتصال بطريق شبكات التواصل الاجتماعي، والوسيلة التي تتخذها هذه الشبكات لجني الربح المادي من بيع ما ينتجه مستخدموها من البيانات إلى أطراف ثالثة، وثقافة الاتصال الاجتماعي وهي الاتصال المستمر بشبكات التواصل الاجتماعي.